# Agnese Nano
Agnese Nano (geboren am 5. November 1965 in Rom) ist eine italienische Schauspielerin.

## Leben und Wirken
Die 1965 in Rom geborene Nano begann in Perugia das Studium der Tiermedizin und arbeitete nebenbei als Kellnerin. Dort empfahl ihr jemand, an Castings in Rom teilzunehmen, und sie folgte dem Rat, ohne vorherige Erfahrung im Bereich Schauspiel. Sie wurde engagiert und spielte ihre erste Rolle im Film Von Räubern, Kavalieren und harmonischen Menschen (Domani accadrà) des Regisseurs Daniele Luchetti. Im gleichen Jahr sprach sie für die Rolle der Elena Mendola in Giuseppe Tornatores Film Cinema Paradiso vor, die sie ebenfalls erhielt. Der später mit einem Oscar ausgezeichnete Film machte sie nicht nur einem breiten Publikum bekannt, sondern ließ sie die Schauspielerei auch hauptberuflich verfolgen. In der Folgezeit spielte sie in verschiedenen italienischen Filmproduktionen sowie Serien mit, darunter die titelgebende Hauptrolle in der Serie Edera.

## Filmografie (Auswahl)
- 1988: Von Räubern, Kavalieren und harmonischen Menschen
- 1988: Cinema Paradiso (Nuovo cinema paradiso)
- 1990: Allein gegen die Mafia (5 Folgen)
- 1992: Edera (22 Folgen)
- 1993: Zeit des Zorns
- 1996: Donna (3 Folgen)
- 1998–2000: Incantesimo (26 Folgen)
- 2006: Il mio miglior nemico
- 2008: Buffalo Soldiers ’44 – Das Wunder von St. Anna
- 2018: The Catcher Was a Spy